# 崎正宗
崎 正宗（さき まさむね、1987年4月6日 - ）は、日本、主に愛知県名古屋市を拠点に活動するタレント、ラジオパーソナリティ、ダンサー。タレントオフィスともだち所属。

## 人物
愛知県名古屋市出身。中京圏でのラジオ、テレビ、CATVに多数出演。
番組では女性タレント（モデル）と組まれる事が多い。
20代の頃は三重県のレギュラー番組が多く、ラジオや地元TV、広告、JR津駅のスクリーンなどで露出が多かった。
ストリートダンスを得意とし、番組OPにダンスを披露したり、ロケの途中で突如踊りだす演出が度々ある。
日活映画『日本で一番悪い奴ら』に出演した際は、現場で役名をつけられ、短いセリフをもらう。当時ラジオで助演男優賞でレッドカーペットを歩くと発言し、リスナーから失笑とツッコミを買った。

## 出演番組
The TECHELOR（EPISODE1〜3 東海オンエア）- HOST役
FM AICHI
- ONE MORNING AICHI(月-水 6:00-8:00)

テレビ愛知
- 元気はつらつ！らくちん体操（金曜 13:27-）

メディアスFM
- Lucky Number 834 (日曜14:00-17:00)

ひまわりネットワーク
- じもサタ。（中継レポーター、土曜不定 10:00-）

キャッチネットワーク
- 昭和をキャッチ！やらまい館

（出典:所属事務所HP）

## 過去
FM AICHI
- Delight (月-木 13:30-16:00)

東海テレビ
- 『どローカルTV ホリダシもん』

FM三重
- 『Sunday Park』

メディアスFM
- 『Beat Around 834』
- 『メディアス a GOGO』
- 『SMILE UP SWITCH』

ひまわりネットワーク
- 『うちごはん！』

アイ・シー・シー
- 『I LOVE いちのみや』

シー・ティー・ワイ / ケーブルネット鈴鹿
- 『トライフル！』

FMななみ
- 『イブニングバラエティ』

ZTV
- 『まちの話題 ZTVプラス』
- 『じもトピ』
- 映画 『日本で一番悪い奴ら』

（出典:所属事務所HP）

東海オンエア
- 『THE TECHELOR』進行役